# ONVIF
L'ONVIF (Open Network Video Interface Forum) è un'organizzazione che ha come scopo quello di favorire la compatibilità tra le apparecchiature impiegate nella videosorveglianza, basate sul protocollo di comunicazione IP; in particolare di rendere interoperabili sistemi realizzati da aziende differenti.
Questa compatibilità si attua concretamente tramite la standardizzazione dei:
- protocolli di comunicazione;
- rilevamento dei dispositivi;
- assegnazione degli indirizzi IP;
- controllo e configurazione dei dispositivi remoti;
- protocolli dei flussi audio-video;
- visualizzazione e registrazione dei flussi audio-video.

La standardizzazione promette la possibilità di disporre di software indipendente, per la gestione e la post-elaborazione dei flussi audio-video presenti su vari canali.
L'organizzazione stabilisce delle specifiche (aggiornate periodicamente) a cui i produttori possono aderire volontariamente. I dispositivi che rispettano le specifiche possono richiedere la certificazione ONVIF.